# Oostindie
Oostindie  is een nieuwe woonbuurt die wordt gebouwd aan de zuidkant van Leek aan de oostkant van de veenderijen van Nienoord in de Nederlandse provincie Groningen. In deze nieuwe woonwijk zijn 1100 woningen gepland. Oostindie is onderdeel van de Regiovisie Groningen-Assen.
Er staan nu ruim 430 woningen, waarbij veel aandacht is voor duurzaamheid.
Naast woningbouw is er een brede school met openbaar en christelijk basisonderwijs, kinderopvang en peuterspeelzaal.
Op het sportcomplex Oostindie voetbalt een van de plaatselijke voetbalverenigingen, VEV '67.
Bewoners van de buurt hebben zich verenigd in de wijkvereniging BRAVO.

## Naam
De naam wordt door de gemeente zonder trema geschreven en is een verbastering van oosteinde, net als het nabijgelegen gehucht Oostindië (mét trema).

## De buurten
De wijk Oostindie zal bestaan uit een aantal buurten, namelijk
De SlagenDeze buurt komt in een gedeelte van de wijk waar houtwallen liggen. De woningen in deze buurt komen in dezelfde lijnen te liggen als de aanwezige houtsingels. Er worden twee watersingels aangelegd.
De HovenDeze buurt komt in het oosten van Oostindie. De huizen zullen hier in groepen komen te staan, gescheiden door waterpartijen en groen. Dit bepaalt het uitzicht vanuit de woningen. Tussen de woningen komen plantsoenen te liggen. Deze hofjes zijn de naamgever van de buurt. De planning van de uitgifte van kavel voor deze buurt is uitgesteld tot 2017.
Het BuitenDe meest landelijke van de drie buurten. De kavels in deze buurt liggen aan de kanalen en sloten uit het veenkoloniale landschap. Alle huizen in deze buurt liggen aan het water en zijn vrijstaand. De grootste kavels liggen op een eigen eiland. In Het Buiten is ruimte voor experimenten met duurzaam bouwen.